# Lei do Ventre Livre

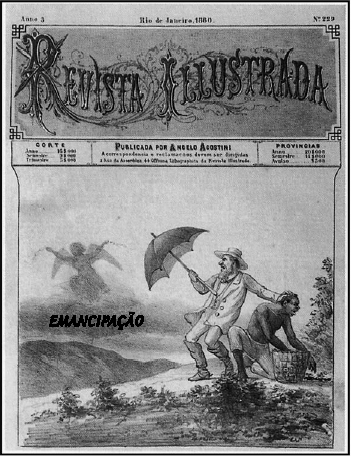
Revista Ilustrada de 1880. Ilustración de Angelo Agostini

La ley n.º 2040 de Brasil, popularmente conocida como Lei Visconde do Rio Branco o como Lei do Ventre Livre (Ley del vientre libre o Ley de libertad de vientres), fue promulgada el 28 de septiembre de 1871 en Brasil y consideraba libres a todos los hijos e hijas de mujeres esclavas nacidos a partir de la fecha de promulgación de la ley.
El proyecto de ley fue propuesto el 27 de mayo de 1871 por el gabinete conservador presidido por el Vizconde de Río Branco. En su defensa el vizconde calificaba la esclavitud como una «institución injuriosa», para la imagen del país en el exterior.
Discutido durante varios meses por los diputados de los partidos Conservador y Liberal, su versión final concedió la libertad a los hijos de los esclavos a partir de su promulgación, aunque dejándolos bajo la tutela de sus respectivos señores hasta cumplir los 21 años de edad. Fue aprobado en la Cámara de los Diputados con 65 votos a favor y 45 en contra. La mayor parte de los votos en contra eran de los cafeteros de Sao Paulo, Minas Gerais y Río de Janeiro.
Aunque fue objeto de grandes polémicas en el parlamento, la ley representó sólo un tímido avance en el camino del abolicionismo en Brasil: el 13 de mayo de 1888, la Ley Áurea de la princesa imperial Isabel I de Braganza abolió la esclavitud.